# Melanargia pygmeana
Melanargia pygmeana är en fjärilsart som beskrevs av Hans Fruhstorfer 1916. Melanargia pygmeana ingår i släktet Melanargia och familjen praktfjärilar. Inga underarter finns listade i Catalogue of Life.